# Battle Studies
Battle Studies – czwarty album studyjny Johna Mayera, wydany 17 listopada 2009. Płyta została wydana przez Columbia Records, a producentami byli sam Mayer i wieloletni współpracownik Mayera, perkusista Steve Jordan.

## Lista utworów
Wszystkie utwory z wyjątkiem „Crossroads” Roberta Johnsona są autorstwa Johna Mayera.
1. „Heartbreak Warfare” – 4:30
2. „All We Ever Do Is Say Goodbye” – 4:35
3. „Half of My Heart” (z Taylor Swift) – 4:10
4. „Who Says” – 2:56
5. „Perfectly Lonely” – 4:28
6. „Assassin” – 5:14
7. „Crossroads” (cover Roberta Johnsona)  – 2:29
8. „War of My Life” – 4:15
9. „Edge of Desire” – 5:32
10. „Do You Know Me” – 2:30
11. „Friends, Lovers or Nothing” – 5:59

## Pozycje na listach przebojów
Pomimo mieszanych krytyk album uplasował się już w pierwszym tygodniu po jego wydaniu na pierwszym miejscu wielu list przebojów. Battle Studies stał się również jednym z zaledwie dwunastu albumów w historii Billboard Digital Albums, których sprzedaż w ciągu pierwszego tygodnia przekroczyła 280 tysięcy kopii.
| Lista przebojów (2009)           | Magazyn                                       | Pozycja | Certyfikat | Sprzedaż  |
| -------------------------------- | --------------------------------------------- | ------- | ---------- | --------- |
| Billboard 200                    | Billboard                                     | 1       | Diament    | 1 000 000 |
| Billboard Digital Albums         | Billboard                                     | 1       |            | 129 000   |
| Billboard Top Rock Albums        | Billboard                                     | 1       |            |           |
| Australian Albums Chart          | ARIA                                          | 3       | Złoto      | 35 000+   |
| Irish Albums Chart               | IRMA                                          | 48      |            |           |
| German Albums Chart              | IFPI                                          | 39      |            |           |
| Swedish Albums Chart             | Sverigetopplistan                             | 5       |            |           |
| Canadian Albums Chart            | Nielsen SoundScan                             | 4       | Platyna    | 80 000+   |
| UK Albums Chart                  | BBC                                           | 35      |            |           |
| New Zealand Albums Chart         | Recording Industry Association of New Zealand | 11      |            |           |
| Netherlands Top 100 Albums Chart | GfK Mega Charts                               | 1       | Złoto      |           |